# FN-Automobile

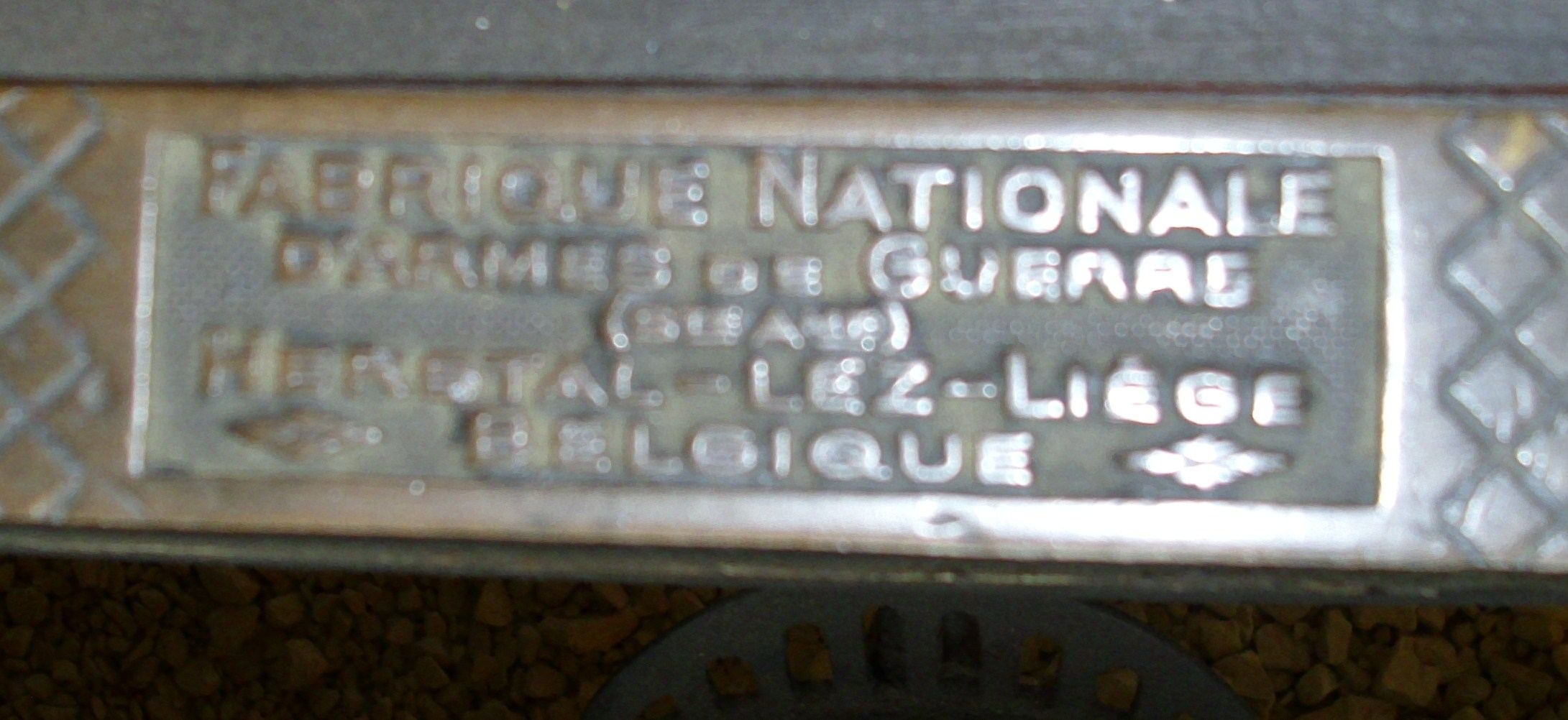
Emblem

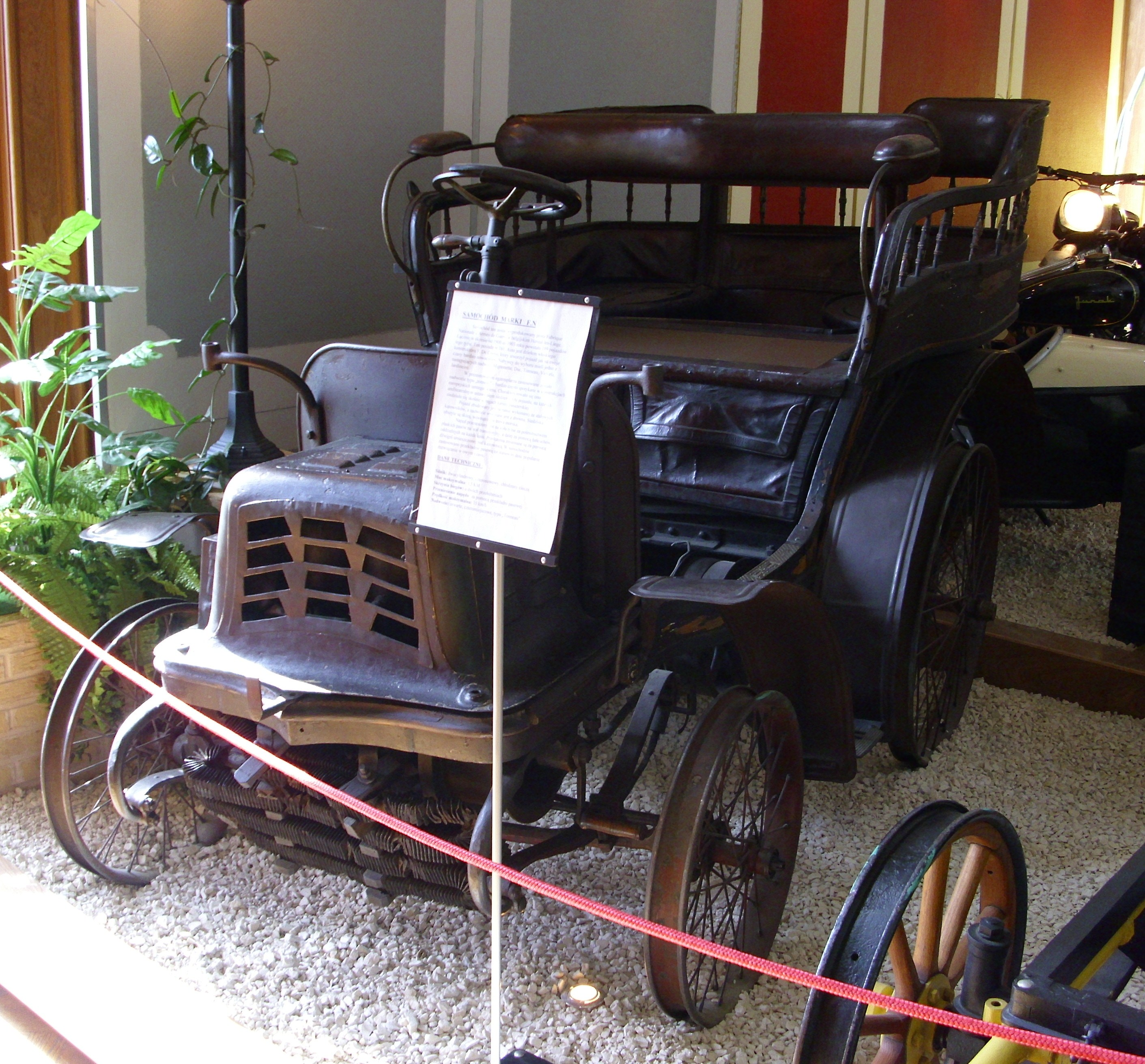
FN 1900–1903

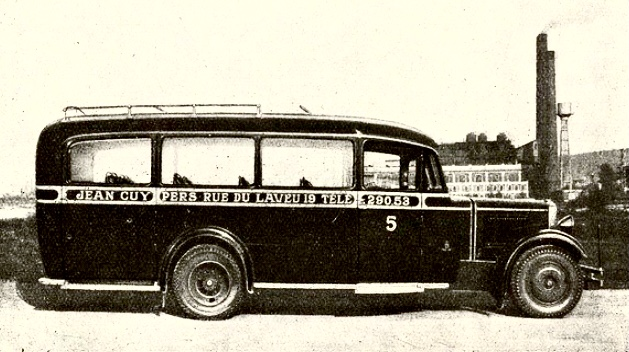
F.N. Autobus um 1934

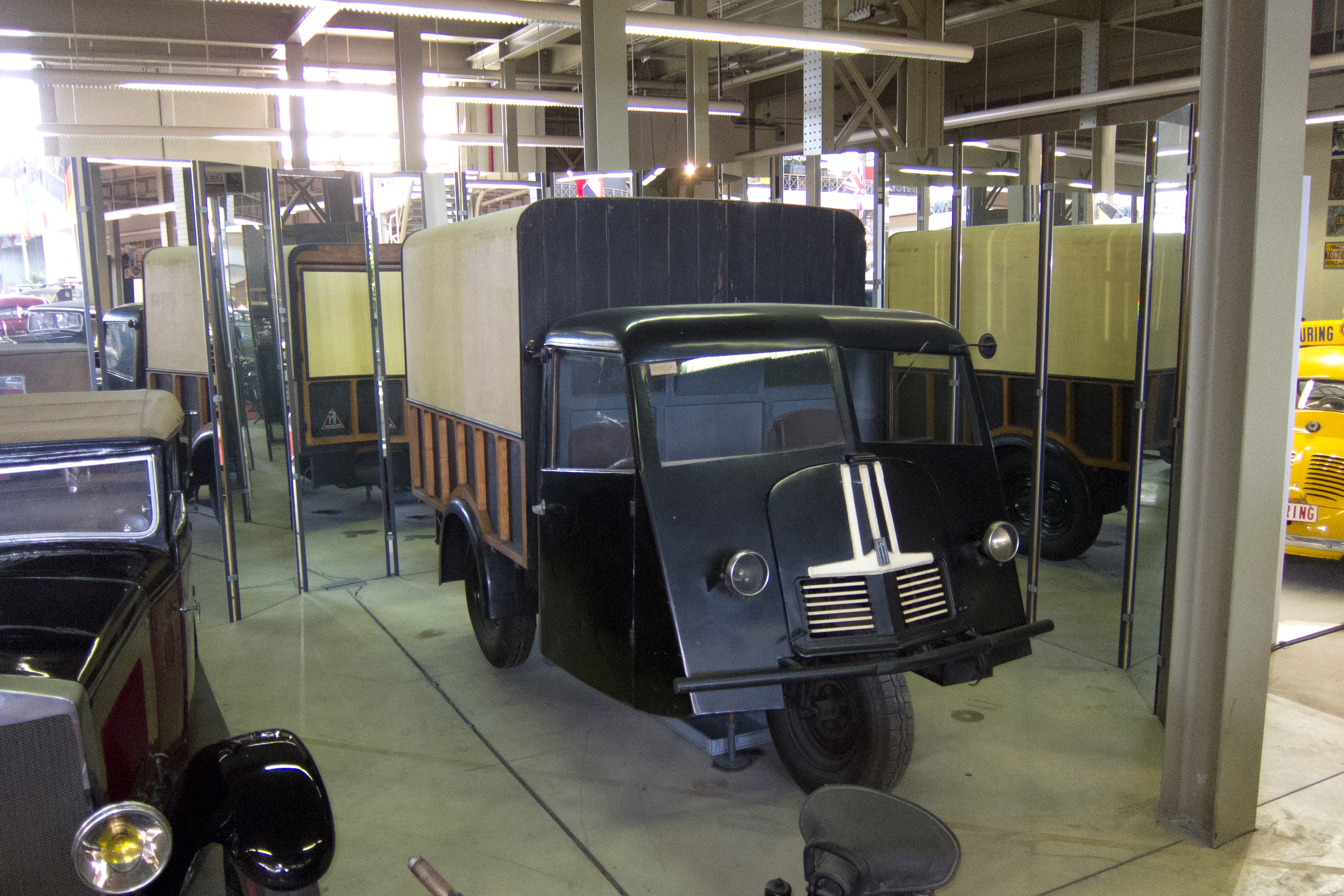
FN Dreirad-Lkw aus der Zeit nach 1945

Die belgische Firma Fabrique Nationale d’Armes de Guerre (auch Fabrique Nationale de Herstal), besser bekannt unter dem Namen Fabrique Nationale (FN), mit Sitz in Herstal bei Lüttich (Liège) wurde 1889 gegründet. Außer Waffen wurden früher auch Automobile und Motorräder hergestellt.

## Beschreibung
Im Jahr 1900 wurde das erste FN-Automobil gebaut. Es war ein sogenannter Spider, der mehr einer Kutsche glich. Er hatte einen Zweizylindermotor und Kettenantrieb auf die Hinterräder. 1904 folgte ein Fahrzeug mit 4000-cm³-Vierzylinder und 14 PS. Bei diesem Wagen stand die Lenksäule schon schräg. Im nächsten Jahr erschien der Typ 30-40 mit einer luxuriösen Karosserie. Kunden waren damals schon das Belgische Königshaus und der Schah von Persien.
Aus dem Typ 30-40 entstand das Modell 6900 mit einem in Lizenz hergestellten Rochet-Schneider-Motor. Dieser hatte paarweise gegossene Zylinder, der Antrieb erfolgte über eine Scheibenkupplung und Kardanwelle zur Hinterachse. Das Fahrzeug war sehr komfortabel mit Längs- und Querblattfedern gefedert. Mit dem Typ 2000 wurde eine elastische Motoraufhängung eingeführt.
Der 16 CV, der von 1911 bis 1913 produziert wurde, hatte einen Vierzylinder-Motor mit einem Hubraum von 2534 cm³ mit 82 mm Bohrung und 120 mm Hub. Die maximale Leistung wurde bei 1000/min erreicht. Kurzzeitig waren 1300/min erlaubt. Der 16/24 CV hatte 2723 cm³ mit 85 mm Bohrung und 120 mm Hub. Der Radstand betrug 3120 mm. Der 10/14 CV von 1912 hatte einen Hubraum von 1548 cm³ mit 74 mm Bohrung und 90 mm Hub. Der Radstand betrug 2900 mm und die Spur 1250 mm vorn und 1270 mm hinten.
Die Typen 2700 und 2700A waren die ersten größeren Fahrzeuge mit Motoren aus eigener Herstellung.
Nach dem Ersten Weltkrieg wurde die Motorrad- und Autoproduktion wieder aufgenommen, und 1920 erschien der Typ 2700 TA, der mit elektrischem Anlasser, Tachometer und einer automatischen Fahrgestellschmierung ausgerüstet war. Der Motor bestand zu großen Teilen aus Aluminium. Weitere Typen waren der FN 1950, ein verbesserter FN 1250A, und später der FN 1250T mit vollständiger elektrischer Anlage, Vierzylindermotor mit 15 PS und Dreiganggetriebe.
Nachfolger des 1250 wurde der FN 1300. Dieses Fahrzeug gab es in drei verschiedenen Ausführungen als A, B und C. Technisch waren die Fahrzeuge identisch, nur im Radstand und der Ausstattung unterschiedlich. Als Antrieb diente ein Vierzylinder mit 1327 cm³ Hubraum, seitlicher Nockenwelle und hängenden Ventilen. Diese Wagen wurden mit Ballonreifen und Vierradbremse ausgeliefert. Aus dem späteren FN 1300D mit Vierganggetriebe wurden die Modelle 1300E mit breiterer Spur und der 1300Sp für Sportzwecke entwickelt, der sehr erfolgreich war.
Der Typ FN 2150 war zu der damaligen Zeit ein Mittelklassefahrzeug mit 1,5-Liter-Vierzylinder-Motor und Vierganggetriebe. Das größte Fahrzeug war der FN 3800, der nur in kleiner Stückzahl hergestellt wurde. Auf dem verstärkten Fahrgestell des 3800 wurden Lastwagen gebaut.
1927 stellte erschien der FN 10 CV vor, der drei Jahre lang gebaut wurde und aus dem 1930 das Jubiläumsmodell FN 11 CV zur dreißigjährigen Automobilfabrikation entstand. Es war ein technisch sehr gut ausgestattetes Fahrzeug mit sportlichen Fahreigenschaften. Die Sportausführung hieß FN 1400Sp. Auch ein Lieferwagen auf 11-CV-Basis war lieferbar. Ein weiteres Fahrzeug war ein Prestigewagen mit Achtzylinder-Reihenmotor.
Der Nachfolger des 11 CV kam 1931 als FN 11 CV 1625 mit größerem Motor auf den Markt. Mittlerweile baute FN 16 verschiedene Modelle, was zu wirtschaftlichen Schwierigkeiten führte. Aus diesem Grund wurden ab 1930 nur noch die neuen Typen FN Prince Baudouin (Type 42) und Prince Albert gebaut. Beide Fahrzeuge waren mit dem 11-CV-Motor ausgestattet, unterschieden sich aber in der Karosserie.
Ab 1935 stellte FN nur noch Nutzfahrzeuge her, unter anderem auf dem 11-CV-Fahrgestell leichte Lieferwagen und auf einem 2,5-Tonnen-Fahrgestell mit dem Achtzylindermotor größere Lastwagen. Eine Spezialausführung dieses Fahrgestells wurde an Omnibushersteller geliefert. Der Achtzylindermotor hatte 3252 cm³ Hubraum und leistete 55 CV. Seit 1933 baute FN auch ein 1,2-Tonnen-Fahrgestell für die Trambusse der Stadt Lüttich. Ab 1937 wurde der Lastwagen 63C gebaut und in Allradausführung an das belgische Heer geliefert.
1946 nahm FN die Produktion von Nutzfahrzeugen mit dem 6,5-Tonner 64C (64 CI mit Vierzylinder-Motor mit 2850 cm³ mit 90 mm Bohrung und 112 mm Hub, Leistung 80 PS bei 2800/min, 5-Gang-Getriebe) wieder auf, später kam noch der 5,0-Tonner 62C dazu. Dieser wurde auch in einer Militärversion als 62C 4RM in Zusammenarbeit mit den belgischen Nutzfahrzeugherstellern Miesse und Brossel gebaut. 1955 wurde der Nutzfahrzeugbau eingestellt. Bis Anfang der 1960er-Jahre wurden noch Oberleitungsbusse gebaut. Danach beendete FN den Fahrzeugbau.

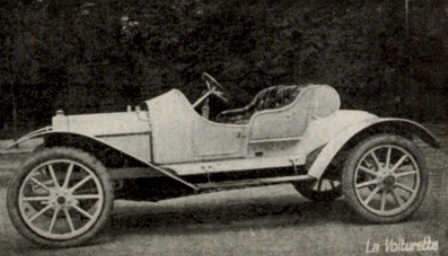
F.N. Type 2000 von 1908
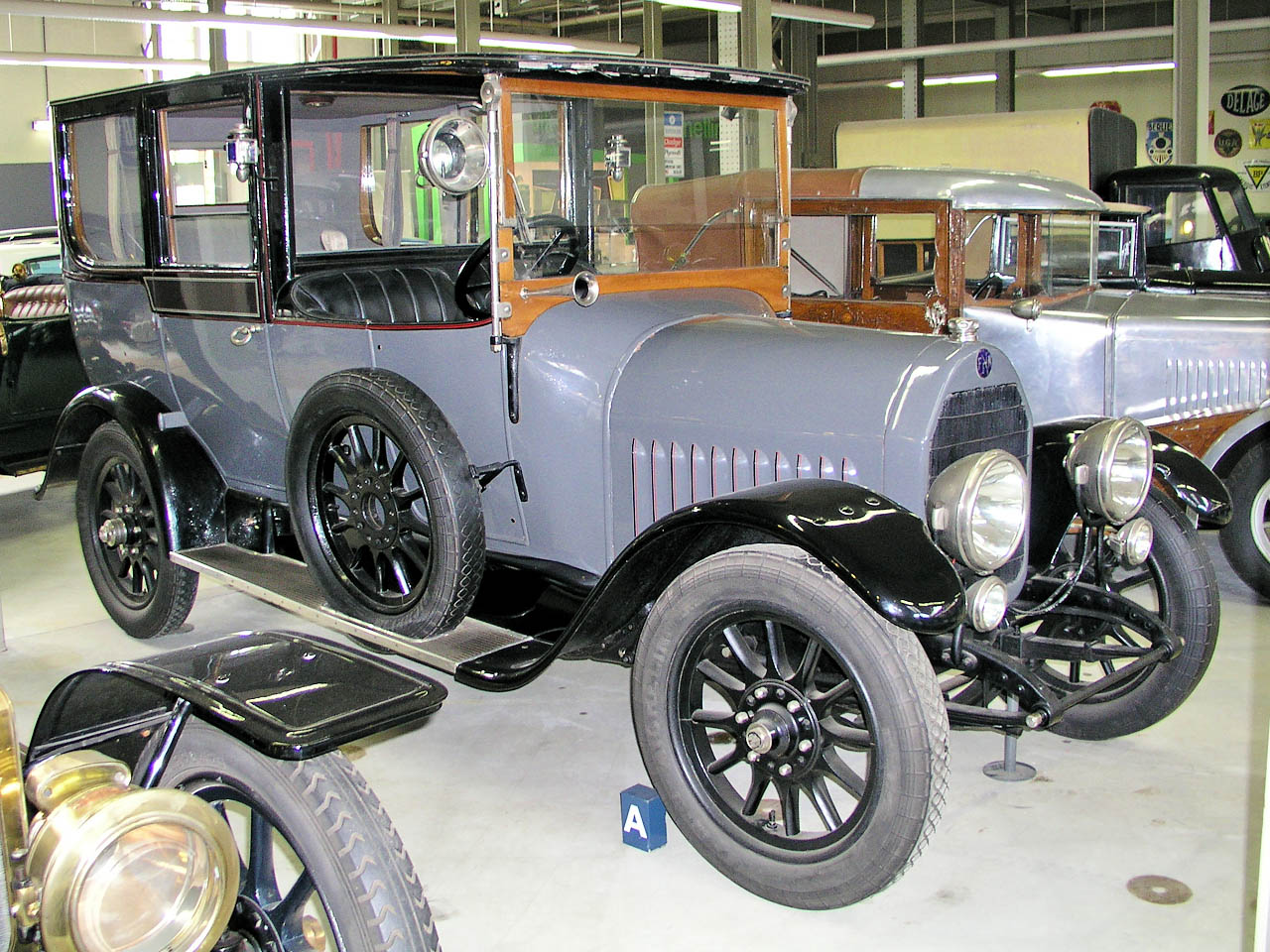
FN 2700TA 1919–1921
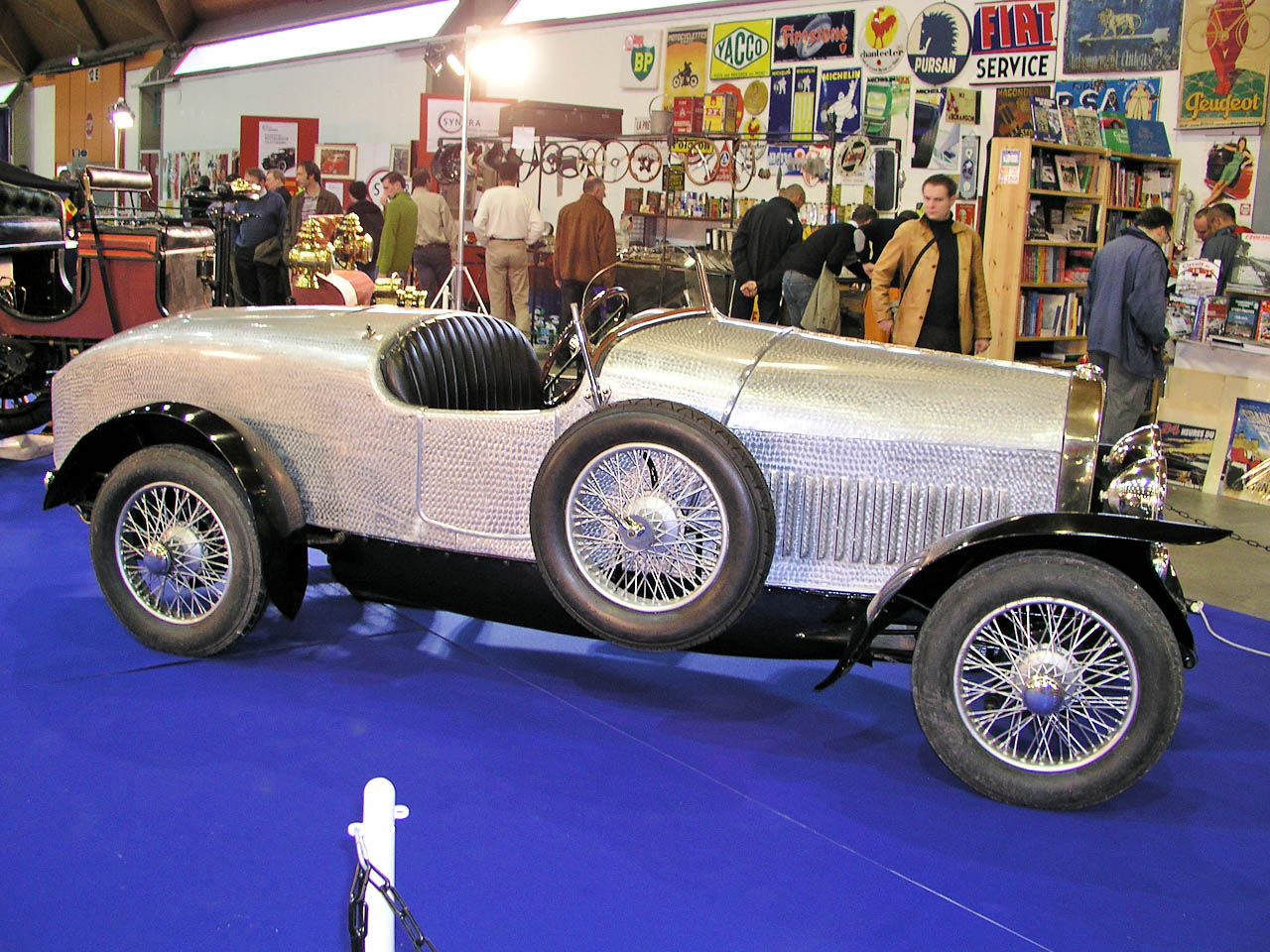
FN 1300 Sport 1925
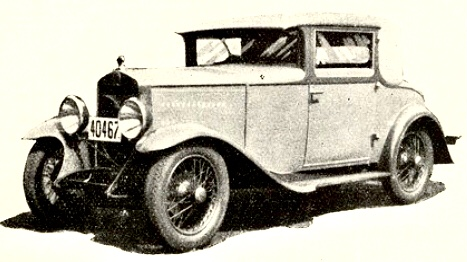
FN 1800 Sport mit 1767 cm³ produziert von 1930 bis 1935
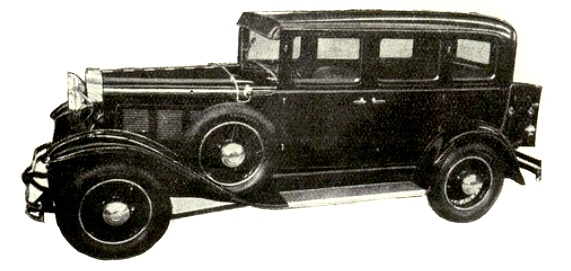
F.N. Type 832.jpg mit Achtzylindermotor 3257 cm³ (Bohrung 72 mm, Hub 100 mm) produziert von 1930 bis 1938, vorgestellt auf dem Salon de Bruxelles von 1930
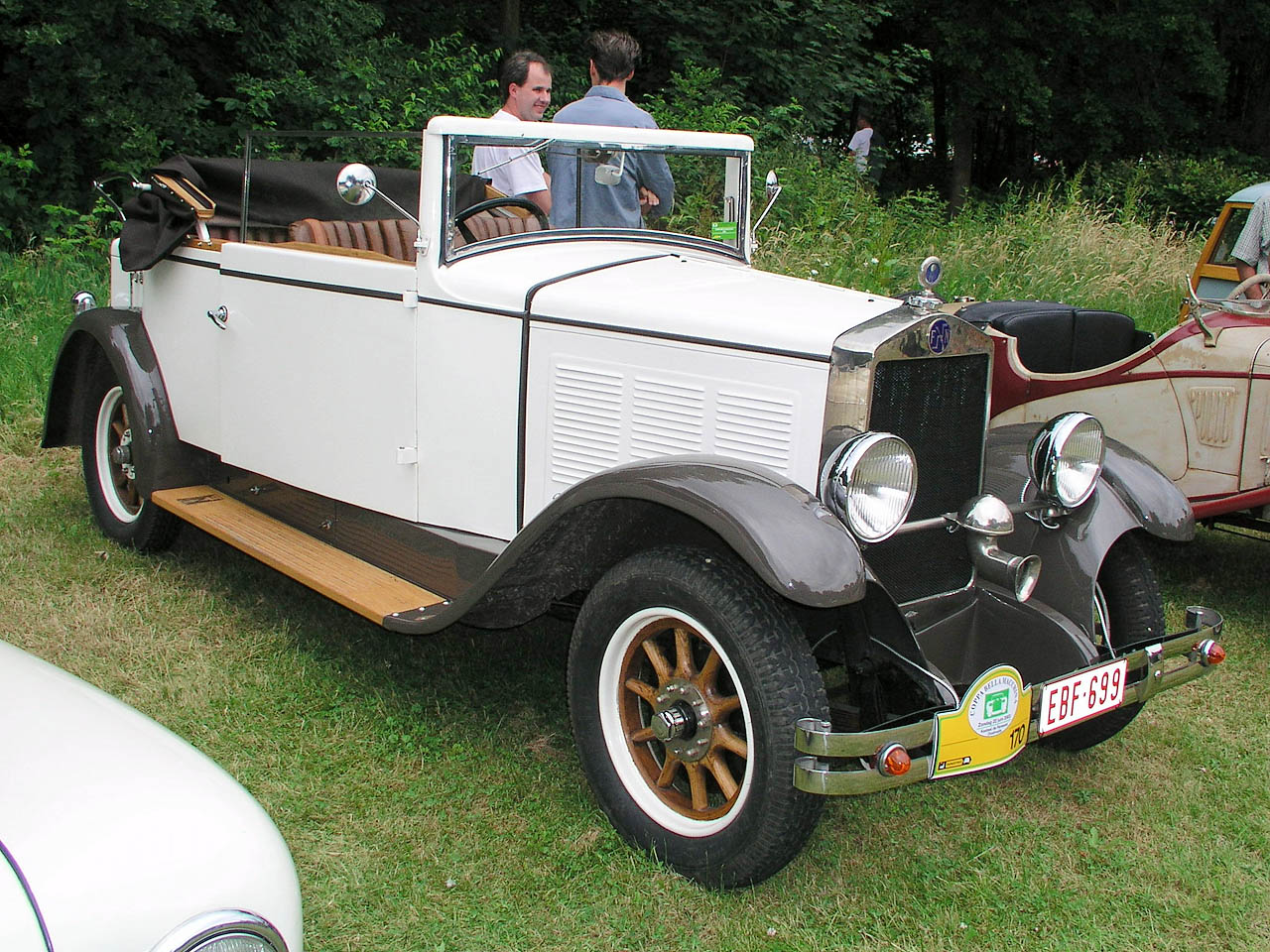
FN 11 CV 1625 Cabriolet 1931
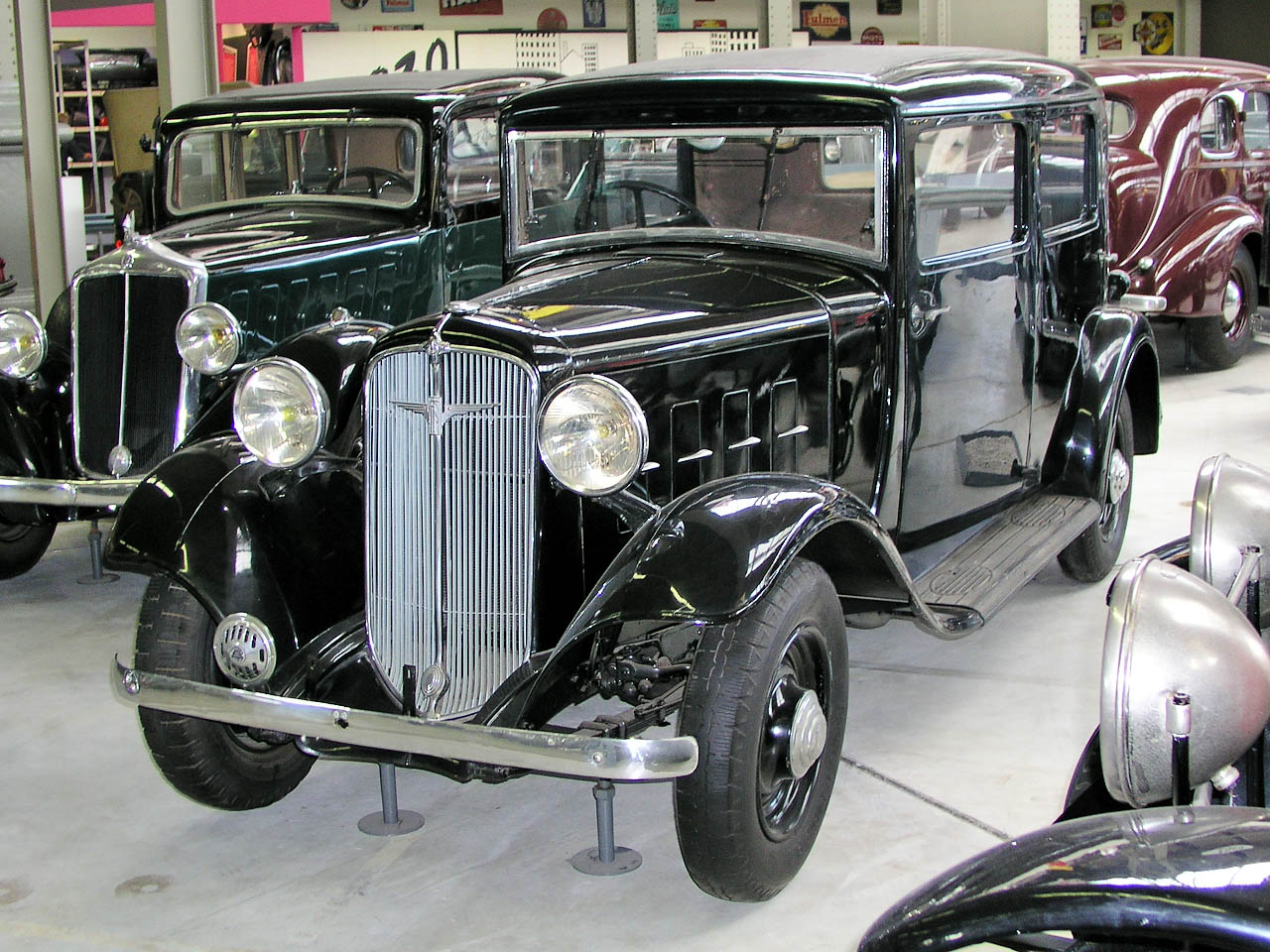
FN Typ Baudouin 1934
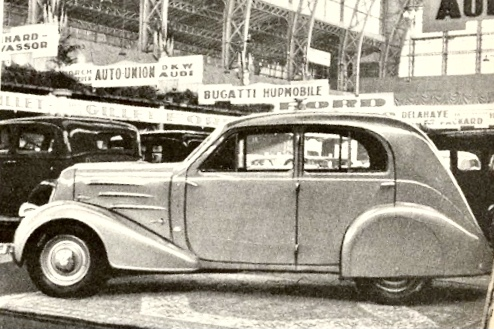
F.N. Type Prince Albert um 1934